# جوليانا أولموس
جوليانا أولموس (مواليد 4 مارس 1993) هي لاعبة تنس محترفة مكسيكية، أعلى تصنيف لها في الزوجي كان ال11 في مايو 2022.

## روابط خارجية
- جوليانا أولموس على موقع رابطة محترفات التنس (الإنجليزية)
- جوليانا أولموس على موقع الاتحاد الدولي لكرة المضرب (الإنجليزية)
- جوليانا أولموس على موقع كأس بيلي جين كينغ (الإنجليزية)
- جوليانا أولموس على موقع بطولة ويمبلدون (الإنجليزية)
- جوليانا أولموس على موقع خلاصة التنس.كوم (الإنجليزية)
- جوليانا أولموس على موقع إي إس بي إن.كوم (الإنجليزية)
- جوليانا أولموس على موقع اللجنة الأولمبية الدولية (الإنجليزية)
- جوليانا أولموس على موقع أوليمبيديا (الإنجليزية)